# Humanity (Scorpions)
Humanity è un singolo del gruppo musicale Hard rock/Heavy metal Scorpions, pubblicato nel 2007 e contenuto nel suo album Humanity - Hour 1.
La band l'ha suonato il 24 marzo ad un concerto speciale, per celebrare il 50º anniversario del trattato romano che fu la base per la comunità europea.

## Il brano
Il brano inizia con un riff di Matthias Jabs che viene subito dopo accompagnato dalla voce del cantante Klaus Meine in perfetto ordine la canzone può sembrare una ballad nei primi momenti della canzone, in ritornello però la trasforma completamente.
Il testo è incentrato sul sottolineare che ormai l'umanità è trasformata in modo negativo, ed un ipotetico pronunciatore del verso "Humanity Goodbye" intende dire che il mondo è in disgrazia.

## Il video
È stato pubblicato anche un video della canzone, nel quale gli Scorpions la eseguono in uno spazio aperto, mentre vengono mostrate immagini della distruzione dell'umanità, ad esempio immagini della guerra e della povertà. Nel video Rudolf Schenker esegue Humanity con la "Schenker Brothers V", la chitarra che Rudy e Michael, suo fratello, condividono.
Il video è visibile sul sito ufficiale del gruppo.

## Formazione
- Klaus Meine - voce
- Matthias Jabs - chitarre
- Rudolf Schenker - chitarre
- James Kottak - percussioni
- Paweł Mąciwoda - basso

## Collaboratori
- Billy Corgan - voce in The Cross
- Eric Bazilian - chitarra in Love Will Keep Us Alive
- John 5 - chitarra in Hour I
- Russ Irwin - pianoforte in The Future Never Dies